# CSI: Crime Scene Investigation
 For alternative betydninger, se CSI. (Se også artikler, som begynder med CSI)
CSI: Crime Scene Investigation (også kendt som CSI: Las Vegas) er en amerikansk kriminal-tv-serie, fra stationen CBS, sendt første gang 6. oktober 2000. 
Serien blev skabt af Anthony E. Zuiker og produceret af Jerry Bruckheimer. Den er filmet primært i Universal Studios i Universal City, Californien.
Serien har fået så stor succes, både i og udenfor USA, at den har skabt to spin-off-serier, CSI: Miami og CSI: New York. Desuden har serien vundet en lang række priser, inklusive flere Emmies.
Seriens forfatter Anthony E. Zuiker fortæller at han valgte Las Vegas "crime lab" fordi det er, som det bliver nævnt i seriens pilot-episode, det andet mest travle laboratiorium i hele USA, lige efter FBI's laberatorium i Quantico, Virginia. 
CSI sendes i Danmark på Kanal 5

## Priser
- 2002 Emmy Award – Bedste sminke i en Serie (På Mennesker)
- 2003 Emmy Award – Bedste lydspor i en Serie
- 2003 Telegatto – Bedste TV Serie (Italia)
- 2005 People's Choice Awards – Vinder bedste TV Drama
- 2005 People's Choice Awards – Vinder bedste TV Skuespiller – Marg Helgenberger
- 2006 People's Choice Awards – Vinder bedste TV Drama

## Plot
Serien viser en masse forskellige mordsager som for det meste foregår i Las Vegas. Herefter skal CSI holdet bedre kendt som "Las Vegas Crime Lab" opklare mordet og finde morderen. 
Nuværende CSI-hold:
| Karakter                   | Spillet af         | Rolle                                            | Hoved sæsoner                     | Gentagende sæsoner        |
| -------------------------- | ------------------ | ------------------------------------------------ | --------------------------------- | ------------------------- |
| Dr. Raymond (Ray) Langston | Laurence Fishburne | CSI Level 2                                      | 9, 10, 11                         | 9                         |
| Catherine Willows          | Marg Helgenberger  | CSI Level 3 Night Shift Supervisor               | 1, 2, 3, 4, 5, 6, 7, 8, 9, 10, 11 | N/A                       |
| Nicholas (Nick) Stokes     | George Eads        | CSI Level 3 Night Shift Asst. Supervisor         | 1, 2, 3, 4, 5, 6, 7, 8, 9, 10, 11 | N/A                       |
| Sara Sidle                 | Jorja Fox          | CSI Level 3                                      | 1, 2, 3, 4, 5, 6, 7, 8            | 9, 10, 11                 |
| Greg Sanders               | Eric Szmanda       | CSI Level 3                                      | 3, 4, 5, 6, 7, 8, 9, 10, 11       | 1, 2                      |
| Dr. Albert (Al) Robbins    | Robert David Hall  | Chief Medical Examiner                           | 3, 4, 5, 6, 7, 8, 9, 10, 11       | 1, 2                      |
| David Hodges               | Wallace Langham    | Trace Technician                                 | 8, 9, 10, 11                      | 3, 4, 5, 6, 7             |
| David Phillips             | David Berman       | Asst. Medical Examiner                           | 10, 11                            | 1, 2, 3, 4, 5, 6, 7, 8, 9 |
| Capt. James (Jim) Brass    | Paul Guilfoyle     | LVPD Homicide Detective                          | 1, 2, 3, 4, 5, 6, 7, 8, 9, 10, 11 | N/A                       |
| Wendy Simms                | Liz Vassey         | DNA Technician (Fratrådt)                        | 10                                | 6, 7, 8, 9, 11            |
| Riley Adams                | Lauren Lee Smith   | CSI Level 2 (Fratrådt)                           | 9                                 | N/A                       |
| Dr. Gilbert (Gil) Grissom  | William Petersen   | CSI Level 3 Night Shift Supervisor (Pensioneret) | 1, 2, 3, 4, 5, 6, 7, 8, 9         | N/A                       |
| Warrick Brown              | Gary Dourdan       | CSI Level 3 (Afdød)                              | 1, 2, 3, 4, 5, 6, 7, 8, 9         | N/A                       |
| Sofia Curtis               | Louise Lombard     | LVPD Homicide Detective                          | 7                                 | 5, 6, 8                   |

1. ↑  Although credited among the main cast during the on-screen credits, CBS press releases for the eleventh season Arkiveret 15. februar 2021 hos  Wayback Machine continue to bill her as 'recurring cast'.

- Gil Grissom: CSI Natholdets leder er født den 17 August, 1956, og har gået på UCLA hvor han havde biologi som hovedfag. Grissom, som han bliver kaldt af venner, er opfostret som katolik af sin døve mor, og han kan "tale" flydende tegnsprog. Han har et forhold til sin kollega Sara Sidle, som man kan se i den sidste episode i sæson 6 Way to go, og det finder holdet ud af i sæson 7, da Sara bliver bortført. I sæson 8 frier Grisson til Sara og hun accepterer, men ikke så lang tid efter forlader hun CSI og Las Vegas, uden at fortælle om hun kommer tilbage. Grissom er baseret på den rigtige kriminaltekniker Daniel Holstein og bliver spillet af skuespilleren William L. Petersen.
- Cathrine Willows: Marg Helgenberger.
- Nick Stokes: George Eads.
- Jim Brass: Paul Guifoyle.
- Greg Sanders: Eric Szmanda.
- Dr. Albert Robbins: Robert David Hall.
- Sara Sidle: Jorja Fox.

Forhenværende CSI´s:
- Warrick Brown: Gary Dourdan.
- Sara Sidle: Jorja Fox. (Sara Sidle kom igen i sæson 10 efter en stor succes hos seerne)